# Associação Atlética Luziânia
Associação Atlética Luziânia é um clube de futebol brasileiro, sediado em Luziânia, em Goiás, mas filiado à Federação de Futebol do Distrito Federal devido à maior proximidade com a sede do Distrito Federal. Uma das equipes mais antigas da região, é a única que disputou a primeira edição do Candangão que ainda está em atividade.

## História

### Associação Atlética Luziana
A equipe foi fundada no dia 13 de dezembro de 1926, na cidade de Santa Luzia, atual Luziânia, pelo mineiro Manoel Gonçalves da Cruz, um desportista, comerciante, professor e pioneiro do automobilismo. O nome escolhido foi Associação Atlética Luziana.
A primeira diretoria do clube foi constituída pelo próprio Manoel Gonçalves, que teve como presidente Carlos Machado de Araújo e como outros membros da diretoria Delfino Meireles e Paulino Lobo Filho.
No dia 13 de dezembro de 1945, a cidade de Santa Luzia adota oficialmente o nome atual, e com isso, o clube muda de nome, passando a se chamar  Associação Atlética Luziânia.

### Luziânia Esporte Clube
Em reunião realizada no Clube Recreativo e Cultural de Luziânia, no dia 26 de julho de 1959, foi eleita a nova diretoria, tendo como presidente Francisco das Chagas Rocha. O presidente eleito mudou novamente a denominação do clube, passando a se chamar Luziânia Esporte Clube, e alterando o seu uniforme vermelho e branco para as cores preta e branca. O primeiro estatuto foi publicado no dia 10 de abril de 1960.
A primeira competição em que o Luziânia EC disputou no Distrito Federal foi a Segunda Divisão do Campeonato Brasiliense de 1963, ficando com segunda colocação, atrás do Dínamo de Futebol e Regatas. Isso permitiu que a equipe se torna-se a primeira equipe do entorno a disputar a primeira divisão do Campeonato Brasiliense, em 1964. Fez uma excelente campanha, terminando com o vice-campeonato, atrás apenas do Rabello Futebol Clube.
O clube ainda ficaria em terceiro do Torneio Prefeito Ivo Magalhães de 1964.
Sob esse nome, o clube disputaria o Campeonato Brasiliense quatro vezes, em 1964, 1966, 1973 e 1974.

### Luziânia Futebol Clube
Em reunião, no Colégio Santa Luzia, no dia 9 de novembro de 1981, a denominação do clube foi alterada novamente, passando a se chamar Luziânia Futebol Clube. Os dirigentes resolveram se aventurar em participar do futebol goiano após a empolgação pelo acesso à primeira divisão em 1992. No entanto, teve fraco desempenho. O time caiu para a Divisão Intermediária e desistiu de participar do Campeonato Goiano pelas dificuldades financeiras das longas viagens e hospedagens.
O Luziânia ficou na divisão principal goiana até 1995.

### Associação Atlética Luziânia
Em 1995, o torcedor José Egídio Pereira Lima procurou a Federação Metropolitana de Futebol para o retorno do Luziânia ao futebol brasiliense, mas a documentação do clube foi destruída em um incêndio no deposito do estádio Pelezão, sendo convidado pelos dirigentes da Federação Metropolitana de Futebol, Weber Magalhães e Tadeu Roriz, a participar novamente do campeonato brasiliense. No dia 20 de janeiro garantiu uma nova filiação. Adotou a igreja do Rosário no escudo, numa sugestão do desportista Albino Inácio Soares, e voltou a usar as cores originais no uniforme do clube, o azul celeste e o branco, além de retornar ao nome de fundação para Associação Atlética Luziânia.
O retorno ao campeonato do DF aconteceu em 1996, quando realizou uma grande campanha, chegando à segunda fase e sendo eliminado apenas nas semifinais pelo Guará, que viria a ser campeão. Foi bicampeão dos juniores em 1996 e 1997
No entanto, em 2000 foi rebaixado, voltando a disputar a Primeira Divisão em 2002. Fez uma boa campanha em 2006, classificando-se para a Série C nacional, mas acabou eliminado na primeira fase. Em 2007, foi novamente rebaixado.
Sagrou-se vice-campeão da segunda divisão do Distrito Federal em 2008, garantindo vaga na elite do ano seguinte. Teve também Chimba como artilheiro do campeonato, com 11 gols.
Em 2010, caiu para a 2ª Divisão do Campeonato Brasiliense, juntamente com o Dom Pedro. Além da lanterna, o Luziânia teve o pior ataque (dez gols) e a pior defesa (ao lado do Brasília). 
Em 2012 conquistou o 1° turno do Campeonato Brasiliense com uma vitória por 3x2 sobre o Ceilândia no estádio Serra do Lago, garantindo uma vaga inédita na Copa do Brasil de 2013. Foram dois jogos contra a equipe do Fortaleza, e em ambos o placar foi o mesmo (0 a 0). O Luziânia acabou sendo eliminado nos pênaltis no jogo da volta, realizado em Fortaleza, com destaque para o goleiro Edmar Sucuri, que defendeu duas cobranças naquela ocasião.
Em 2015, disputou pela segunda vez a Copa do Brasil, sendo eliminado em casa pelo América Mineiro (3 a 0).
Em 2017, disputou pela terceira vem a Copa do Brasil. O Luziânia acabou sendo eliminado em casa pelo Vitória pelo placar de 2 a 0.

#### Bicampeonato Brasiliense
Em 2014, o Luziânia começou o Campeonato Brasiliense com o pé direito, batendo a equipe do Gama por 1 a 0 em pleno Estádio Bezerrão. Pensando alto, a diretoria montou um elenco contando com alguns atletas conhecidos no cenário nacional e local, como o experiente atacante Lúcio Bala, o meia Rodriguinho (campeão brasiliense em outras nove oportunidades) e o atacante Vaguinho (ex-Ponte Preta e Portuguesa).
No dia 17 de maio de 2014, o Luziânia conquistou o Campeonato Candango de Futebol mesmo com a derrota por 1 a 0 frente ao Brasília (havia vencido o primeiro jogo por 3 a 2). Por ter feito melhor campanha no geral, fez história tornando-se a primeira equipe de outro estado a levar o título de uma competição regida por outra federação.
Na  edição de 2016 sagrou-se campeão novamente, desta vez invicto. A final foi contra o Ceilândia.

### 2022
Em 2022 foi rebaixado no Campeonato Brasiliense.

## Rivalidade

### Gama x Associação Atlética Luziânia
O confronto entre Luziânia e Gama, tem pouco mais de 20 anos de história. A primeira vez que se enfrentaram foi em 10 de março de 1996, quando o Gama venceu o Luziânia, no Bezerrão, por 2 x 0. A maior goleada do Luziânia aconteceu no dia 30 de janeiro de 2005. Naquele dia, no Mané Garrincha, o Luziânia surpreendeu seu adversário, goleando-o por 4 x 1. Já a maior goleada do Gama contra o Luziânia ocorreu recentemente, no Campeonato Brasiliense de 2020. Nessa ocasião, a partida ocorreu no estádio Serra do Lago, em Luziânia, 5x1 para a equipe brasiliense na primeira fase.

## Títulos
| DISTRITAIS                | DISTRITAIS                              | DISTRITAIS | DISTRITAIS  |
|                           | Competição                              | Títulos    | Temporadas  |
| ------------------------- | --------------------------------------- | ---------- | ----------- |
|                           | Campeonato Brasiliense                  | 2          | 2014 e 2016 |
|                           | Taça JK                                 | 1          | 2012        |
| ESTADUAIS                 |                                         |            |             |
|                           | Competição                              | Títulos    | Temporadas  |
|                           | Copa do Planalto                        | 2          | 1929 e 62   |
| MUNICIPAIS                |                                         |            |             |
|                           | Competição                              | Títulos    | Temporadas  |
| Goiás                     | Taça Cidade de Planaltina               | 1          | 1956        |
| Goiás                     | Taça Centenário da Cidade de Planaltina | 1          | 1956        |
| TORNEIOS AMISTOSOS        |                                         |            |             |
|                           | Competição                              | Títulos    | Temporadas  |
| Distrito Federal (Brasil) | Taça Álvaro de Morais                   | 1          | 1958        |
| Goiás                     | Taça Zequinha Roriz                     | 1          | 1992        |

### Outros Títulos
Campeonato Brasiliense de Juniores - 1996 e 1997
Campeonato Brasiliense Feminino - 2006